# Slå Flint!
Slå Flint! er det tredje studiealbum fra danske poptrio Folkeklubben. Det blev udgivet d. 26. august 2016. Albummet blev godt modtaget af anmelderne og fik 5/6 stjerner i musikmagasinet GAFFA. DR var også begejstrede over albummet, som var ugens album på P4 København.

## Spor
1. "Torben Ulrich"
2. "Slå Flint"
3. "Poetens Sidste Tog"
4. "Blomsten Og Vasen" (Benny Holst cover)
5. "Væk Mig"
6. "Fabrikken"
7. "Overlæge Jacobsen"
8. "25/7"
9. "Nælden Og Egen"
10. "Hvis Jeg Ku'"
11. "Nu I Nat"